# Casaliva
Casaliva/o è una varietà autoctona di olivo del lago di Garda.

## Caratteristiche

### Generalità
È una pianta coriacea con chioma abbastanza espansa e globosa. Sebbene sia autofertile si avvantaggia dell'impollinazione incrociata con altre varietà.
A differenza del frantoio, entra tardi in produzione.

### Fiori e frutti
L'infiorescenza è media sia in lunghezza che per numero di fiori (16-18); l'aborto dell'ovario è ridotto.
La drupa presenta una maturazione tardiva e scalare.

### Produzione e olio
La produzione, alta e costante, avviene in alta Lombardia, in Veneto (soprattutto nella zona del Lago di Garda) e in Trentino. La resa in olio è piuttosto consistente: 22-24%
Il risultato è un olio leggero e profumato, fruttato armonico con note di amaro e piccante, giallo con riflessi aranciati verdi; in più ha un buon contenuto in polifenoli.